# Прощай, моя примха
Прощай, моя примха (англ. Goodbye, My Fancy) — американська комедійна мелодрама режисера Вінсента Шермана 1951 року.

## Сюжет
Дама-конгресмен приїжджає в коледж, де колись вчилася. Вона не була тут майже двадцять років, з тих пір, як її виключили з коледжу за те, що вона провела ніч з молодим викладачем, який тепер керує цим навчальним закладом.

## У ролях
- Джоан Кроуфорд — Агата Рід
- Роберт Янг — доктор Джеймс Меррілл
- Френк Лавджой — Метт Коул
- Ів Арден — міс «Вуді» Вудс
- Дженіс Рул — Вірджинія Меррілл
- Лерін Таттл — Еллен Грізвольд
- Говард Ст. Джон — Клод Грізвольд
- Віола Роуч — міс Шакелфорд
- Еллен Корбі — міс Бірдшоу
- Морган Фарлі — доктор Пітт
- Вірджинія Гібсон — Мері Нелл Додж
- Джон Кволен — професор Дінджлі